# Anne Treisman
Anne Treisman (nata Taylor) (Wakefield, 27 febbraio 1935 – New York, 9 febbraio 2018) è stata una psicologa statunitense specializzata in psicologia cognitiva. È considerata una delle psicologhe cognitive più influenti del mondo.
Ha studiato l'attenzione visiva, la percezione degli oggetti e la memoria. Una delle sue ricerche più importanti riguarda la teoria dell'integrazione delle caratteristiche pubblicata per la prima volta con Garry Gelade nel 1980. Durante la sua lunga carriera ha definito, sia da un punto di vista sperimentale che teorico, il problema di come le informazioni vengono selezionate e integrate per formare contenuti significativi che guidano il pensiero e l'azione umana.
Nel 2013 ha ricevuto la National Medal of Science dal presidente Barack Obama per il suo lavoro pionieristico nello studio dell'attenzione.
Ha insegnato all'Università di Oxford, all'Università della Columbia, all'Università della California e all'Università di Princeton. 

## Biografia
Anne Treisman nacque nel 1935 a Wakefield, nella contea di Yorkshire, in Inghilterra. Nel 1937 la famiglia si trasferì in un villaggio vicino a Rockester, nel Kent e nel 1946  a Reading, nella contea inglese di Berkshire, dove frequentò la Kendrick School. Il sistema educativo inglese dell'epoca la costrinse a scegliere solo tre materie nei suoi ultimi due anni di scuola secondaria, si concentrò quindi sulle discipline linguistiche (francese, latino e storia).
Nel 1954 ottenne il Bachelor of Arts in letteratura francese al Newnham College presso l'Università di Cambridge. Successivamente ottenne una seconda laurea in psicologia. Fu allieva dello psicologo e neuroscienziato Richard Gregory, che la introdusse allo studio di vari metodi per esplorare la mente umana attraverso esperimenti di percezione. Nel 1957 proseguì gli studi al Somerville College presso l'Università di Oxford, ottenendo un dottorato di ricerca. In questi anni condusse ricerche sull'afasia e nel 1962 terminò la tesi dal titolo Selective Attention and Speech Perception.
Dal 1989 ha fatto parte della Royal Society, dal 1994 dell'Accademia nazionale delle scienze degli Stati Uniti d'America, dal 1995 dell'American Academy of Arts and Sciences, dal 2005 dell'American Philosophical Society. Nel 2009 è stata selezionata per il Grawemeyer Award dall'Università di Louisville nel Kentucky. Nel 2013 ha ricevuto la National Medal of Science dal presidente Barack Obama per il suo lavoro pionieristico nello studio dell'attenzione.

## Carriera

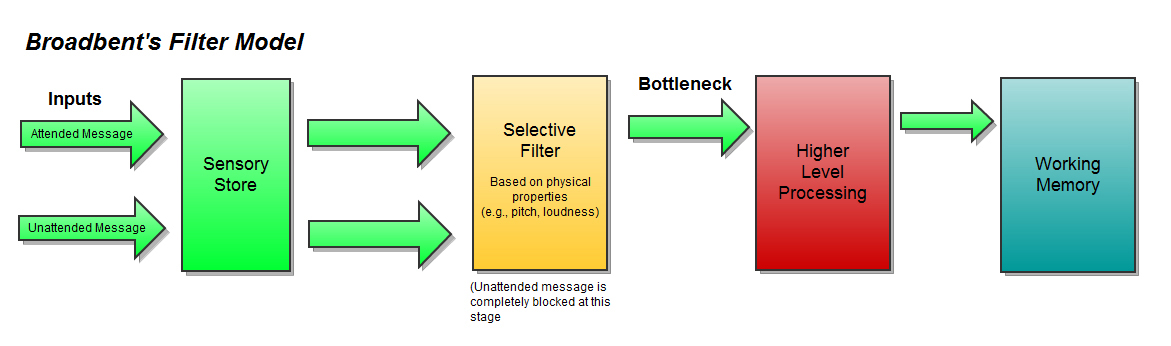
Teoria del filtro di Broadbent

Nel periodo in cui stava lavorando al dottorato di ricerca, Donald Broadbent e Colin Cherry avevano introdotto da poco la teoria del filtro di Broadbent, modello in cui analizzavano la capacità del cervello di concentrare la propria attenzione uditiva su uno stimolo particolare filtrando tutti gli altri stimoli recepiti nello stesso momento. Broadbent arrivò alla conclusione che nel cervello è presente un meccanismo di "filtro" che potrebbe bloccare le informazioni a cui non si è assistito in modo selettivo. 
Dopo aver ottenuto il dottorato, Treisman lavorò presso l'unità di ricerca psicolinguistica del Medical Research Council a Oxford, svolgendo ricerche sull'ascolto selettivo e nel 1964 elaborò la "teoria dell'attenuazione" (o "teoria del filtro attenuato"), modificando il modello originale di Broadbent. Nelle sue ricerche, affermò che le informazioni rilevate dal cervello non vengono bloccate e filtrate completamente, ma solo attenuate. All'interno del lessico mentale esisterebbe uno stato di facilitazione di alcune unità che aumenterebbe la probabilità per certi significati (come ad esempio il proprio nome di battesimo) di essere attivati e quindi percepiti (effetto "Cocktail Party"). Condusse un esperimento in cui i partecipanti ascoltarono più lingue e voci diverse, e dimostrò che una differenza tra due lingue conosciute non consentiva una selezione più efficiente di una differenza tra due messaggi nella stessa lingua. Le lingue straniere sconosciute, tuttavia, produssero meno interferenze. Non avvenne il rifiuto completo di una lingua, con un certo grado di variabilità a seconda delle caratteristiche e della lingua del messaggio ricevuto.
Treisman concluse che le caratteristiche di più messaggi vengono comunque analizzate con successo e che la selezione tra messaggi con la stessa voce, intensità e localizzazione avviene durante questa analisi (e non prima o dopo), quindi il contenuto verbale viene comunque identificato: l'informazione ricevuta viene soltanto "indebolita", ma passa comunque attraverso tutte le fasi dell'elaborazione inconscia.
Nel 1967, mentre lavorava come ricercatrice in visita nel dipartimento di psicologia dei Bell Laboratories, venne pubblicato sulla rivista accademica Psychological Review un suo articolo considerato "centrale per lo sviluppo dell'attenzione selettiva nella ricerca e nello studio scientifico".

### Teoria dell'integrazione delle caratteristiche

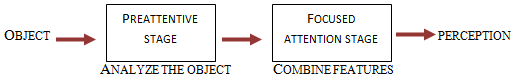
Fasi della teoria dell'integrazione delle caratteristiche

Una delle sue ricerche più importanti riguarda la teoria dell'integrazione delle caratteristiche, pubblicata per la prima volta con Garry Gelade nel 1980. La teoria è un modello a due stadi di percezione visiva, caratterizzato da una prima fase "pre-attentiva", ovvero senza sforzo o attenzione da parte del soggetto. In questa fase, un oggetto viene scomposto nelle sue caratteristiche elementari per l'elaborazione (come colore, consistenza, forma, ecc.) Secondo Treisman, il soggetto non è consapevole di questa fase dell'attenzione, perché si verifica rapidamente e prima della consapevolezza cosciente. La seconda fase si basa sull'attenzione "focalizzata", dove un oggetto viene percepito nella sua interezza piuttosto che nelle sue singole caratteristiche. La combinazione delle singole caratteristiche di un oggetto richiede attenzione e la selezione di quell'oggetto avviene all'interno di una "mappa principale" di posizioni. Tale "mappa" contiene tutte le posizioni in cui sono state rilevate le caratteristiche. Quando l'attenzione è focalizzata su una particolare posizione sulla mappa, le caratteristiche presenti in quella posizione vengono prese in considerazione e memorizzate. Se l'oggetto è familiare, vengono fatte associazioni tra l'oggetto e la conoscenza precedente, quindi l'oggetto viene identificato. A sostegno di questa fase, i ricercatori fanno spesso riferimento a pazienti con la sindrome di Bálint-Holmes: a causa di danni al lobo parietale, questi soggetti non sono in grado di focalizzare l'attenzione abbastanza a lungo sui singoli oggetti per poterne riconoscere le caratteristiche.

## Vita privata
Anne Treisman si sposò per la prima volta nel 1960 con Michel Treisman, conosciuto a Oxford, dal quale divorziò nel 1976. Si risposò nel 1978 con lo psicologo israeliano Daniel Kahneman, vincitore del Premio Nobel per l'economia nel 2002. È morta in seguito a un ictus il 9 febbraio 2018.